# David Rumelhart

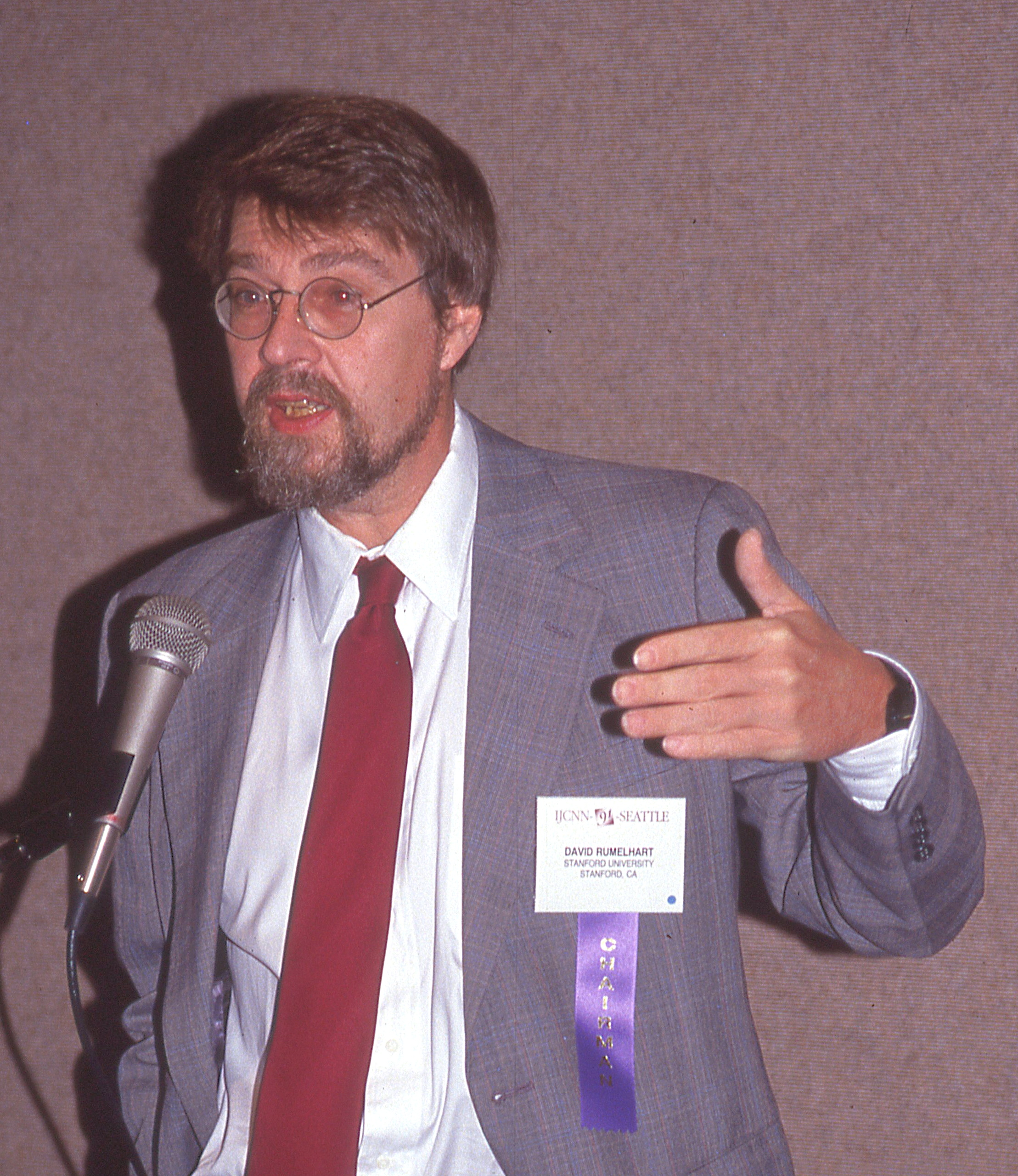
David Rumelhart auf der International Joint Conference on Neural Networks (IJCNN) am 8. Juli 1991 in Seattle.

David Everett Rumelhart (* 6. Juni 1942 in Wessington Springs, South Dakota; † 13. März 2011 in Chelsea (Michigan))  war ein US-amerikanischer Psychologe, der unter anderem die Backpropagation Methode bei neuronalen Netzwerken einführte und ein führender Wissenschaftler in den Kognitionswissenschaften war.

## Leben
Rumelhart studierte Psychologie und Mathematik an der University of South Dakota (Bachelor 1963) und wurde 1967 in mathematischer Psychologie an der Stanford University promoviert. Danach war er an der University of California, San Diego (zunächst 1967 als Assistant Professor für Psychologie, später Professor) und gründete dort das Institute of Cognitive Science.  1987 wechselte er wieder als Professor an die Stanford University. 1998 ging er krankheitsbedingt in den Ruhestand. Er litt an der Pick-Krankheit und lebte zuletzt bei seinem Bruder in Ann Arbor.
In den 1970er Jahren verfolgte er mit der LNR Gruppe (Lindsay, Norman, Rumelhart) die Darstellung von Wissen in semantischen Netzen, das heißt mit aus der Linguistik stammenden Methoden. Anfang der 1980er Jahre entwickelte er mit James McClelland und anderen Computerprogramme, die auf neuronalen Netzen basierend Prozesse bei der Objekt-Wahrnehmung und beim Lernen simulierten. Sowohl sein Buch mit Norman Explorations in Cognition (1975) als auch Parallel distributed processing (1986) mit McClelland waren sehr einflussreich.
1987 war Rumelhart MacArthur Fellow. Er war Mitglied der National Academy of Sciences und seit 1991 der American Academy of Arts and Sciences. Er erhielt die Warren Medal der Society of Experimental Psychologists, den Grawemeyer Award in Psychologie der University of Louisville (2002 mit James McClelland) und den Distinguished Scientific Contribution Award der American Psychiatric Association (APA).
2000 wurde der David E. Rumelhart Prize in Kognitionswissenschaften gestiftet von der Robert J. Glushko and Pamelo Samuelson Foundation und vergeben von der Cognitive Science Society. Er ist mit 100.000 Dollar dotiert und wird jährlich vergeben.
Er war verheiratet und hatte zwei Söhne.

## Schriften
- mit Donald Norman Explorations in cognition, Freeman, San Francisco 1975, deutsche Übersetzung Strukturen des Wissens – Wege der Kognitionsforschung, Klett-Cotta 1978
- mit McClelland und der PDP[2] Research Group Parallel distributed processing- explorations in the microstructure of cognition, 2 Bände, MIT Press  1986
- mit McClelland Explorations in parallel distributed processing: a handbook of models, programs, and exercises, MIT Press 1988
- mit Geoffrey E. Hinton, Ronald Williams Learning representations by back-propagating errors, Nature, Band 323, 1986, S. 533–536, Abstract
- mit Mark A. Gluck (Herausgeber)  Neuroscience and connectionist theory, Hilldale, Erlbaum Associates 1990
- Introduction to human information processing, Wiley 1975
- mit William Ramsey, Stephen P. Stich (Herausgeber)  Philosophy and connectionist theory, Hillsdale, Erlbaum Associates 1991
- mit Yves Chauvin (Herausgeber) Backpropagation: theory, architectures and applications, Erlbaum Associates 1995
- mit Benjamin Bly (Herausgeber) Cognitive Science; Academic Press 1999